# III конференция Трудовой партии Кореи
III конфере́нция Трудово́й па́ртии Коре́и (кор. 조선로동당 제3차 대표자회?, 朝鮮勞動黨 第3次代表者會?) состоялась 28 сентября 2010 года в Пхеньяне. В партийном форуме приняли участие 1653 делегата и 517 наблюдателей.
На конференции Ким Чен Ир был переизбран на пост Генерального секретаря Трудовой партии Кореи, а Ким Чен Ын введён в состав руководства партии.

## Предыстория
До 2010 года конференции Трудовой партии Кореи созывались дважды: 1-я проходила 3—6 марта в 1958 году, 2-я — 5—12 октября 1966 года. В обоих случаях конференции проводились непосредственно после крупных чисток в высшем политическом руководстве страны и предположительно были с ними связаны.

## Подготовка к проведению
Решение о созыве партийной конференции было принято 23 июня 2010 года на заседании Политбюро ЦК Трудовой партии Кореи.
Партийные организации ТПК избирали своих делегатов на грядущую партийную конференцию с конца августа. В частности, 25 августа, на конференции партийного комитета КНА, в качестве участника был выдвинут действующий Генеральный секретарь ТПК Ким Чен Ир.
Обозреватели ожидали, что на III партконференции ТПК будет объявлено имя преемника руководителя КНДР Ким Чен Ира. При этом основным предположительным претендентом называли его младшего сына — Ким Чен Ына. Ожидалось также, что по завершении конференции будет проведён военный парад Корейской Народной армии.
По данным неофициальных источников, III конференцию ТПК планировалось провести в начале сентября. Конкретная дата проведения мероприятия ранее не оглашалась, но международные СМИ сделали предположение, что конференция состоится 4—8 сентября. Однако 2 сентября КНДР оказалась на пути тайфуна Компасу, который причинил масштабные разрушения. Возможно, стихийные бедствия, вызванные тайфуном, стали причиной задержки проведения партконференции, которая начала свою работу только 28 сентября 2010 года. Официально об отсрочке конференции и о её причинах не сообщалось.

## Повестка дня
На конференции была одобрена следующая повестка дня:
1. Переизбрание Ким Чен Ира Генеральным секретарём ТПК.
2. Внесение изменений в Устав ТПК.
3. Выборы центральных руководящих органов ТПК.

## Основные итоги конференции
Ким Чен Ир был переизбран на пост генерального секретаря Трудовой партии Кореи.
Состоялись выборы руководящих органов: избраны Президиум Политбюро ЦК ТПК, Политбюро ЦК, Секретариат ЦК, Центральная ревизионная комиссия и Центральный военный комитет партии. В руководящие партийные органы было избрано много новых людей, но омоложения руководства не произошло: большинство членов Политбюро родились в 1920-х — 1930-х годах.
Ким Чен Ын был избран членом ЦК ТПК и заместителем председателя Центральной военной комиссии. Несколькими днями ранее он был произведён в генералы армии. Эксперты сочли это началом процесса постепенной передачи властных полномочий от Ким Чен Ира к Ким Чен Ыну.
Кроме того, в Устав Трудовой партии Кореи были внесены некоторые изменения. Они затронули, в частности, обязанности членов партии и парторганизаций всех уровней.

## Избранное партийное руководство
Члены постоянного комитета Политбюро ЦК
- Ким Чен Ир — Генеральный секретарь ЦК ТПК.
- Ким Ён Нам — председатель Президиума Верховного Народного Собрания КНДР.
- Чхве Ён Рим — председатель Кабинета министров КНДР.
- Чо Мён Рок — первый заместитель председателя Государственного комитета обороны КНДР.
- Ли Ён Хо — начальник Генерального штаба Корейской народной армии.

Члены Политбюро ЦК
- Ким Ён Чхун — министр народной армии, вице-маршал.
- Чон Бён Хо.
- Ким Гук Тхэ — председатель Контрольной комиссии ЦК.
- Ким Ги Нам — секретарь ЦК (по идеологии).
- Чхвэ Тхэ Бок — секретарь ЦК (по международным вопросам), спикер ВНС.
- Ян Хён Соб — зампред Президиума ВНС.
- Кан Сок Чу — вице-премьер.
- Пен Ен Рип — секретарь ВНС .
- Ли Ён Му — зампред ГКО, вице-маршал.
- Чу Сан Сон — министр народной безопасности.
- Хон Сон Ок — секретарь ЦК, глава Комитета по планированию и финансам.
- Ким Гён Хи — генерал Корейской Народной Армии.

Кандидаты в члены Политбюро ЦК
- Ким Ян Гон — секретарь ЦК.
- Ким Ён Иль (Kim Yong-il)[к 1] — секретарь ЦК.
- Пак До Чхун — секретарь ЦК (по военной промышленности).
- Чхве Рён Хэ — секретарь ЦК.
- Чан Сон Тхэк — зампред ГКО, заведующий орготделом ЦК.
- Чу Гю Чхан — заведующий отделом машиностроительной промышленности ЦК.
- Ли Тхэ Нам — вице-премьер.
- Ким Рак Хи — вице-премьер.
- Тхэ Чжон Су — секретарь ЦК.
- Ким Пхён Хэ — секретарь ЦК (по кадрам).
- У Дон Чхык — 1-й заместитель министра охраны госбезопасности.
- Ким Чен Гак — 1-й заместитель начальника Главного политуправления КНА.
- Пак Чон Сун (Pak Jong-sun)[к 2].
- Ким Чхан Соб — начальник Политуправления Министерства охраны госбезопасности.
- Мун Гён Док — секретарь ЦК.